# Unwound

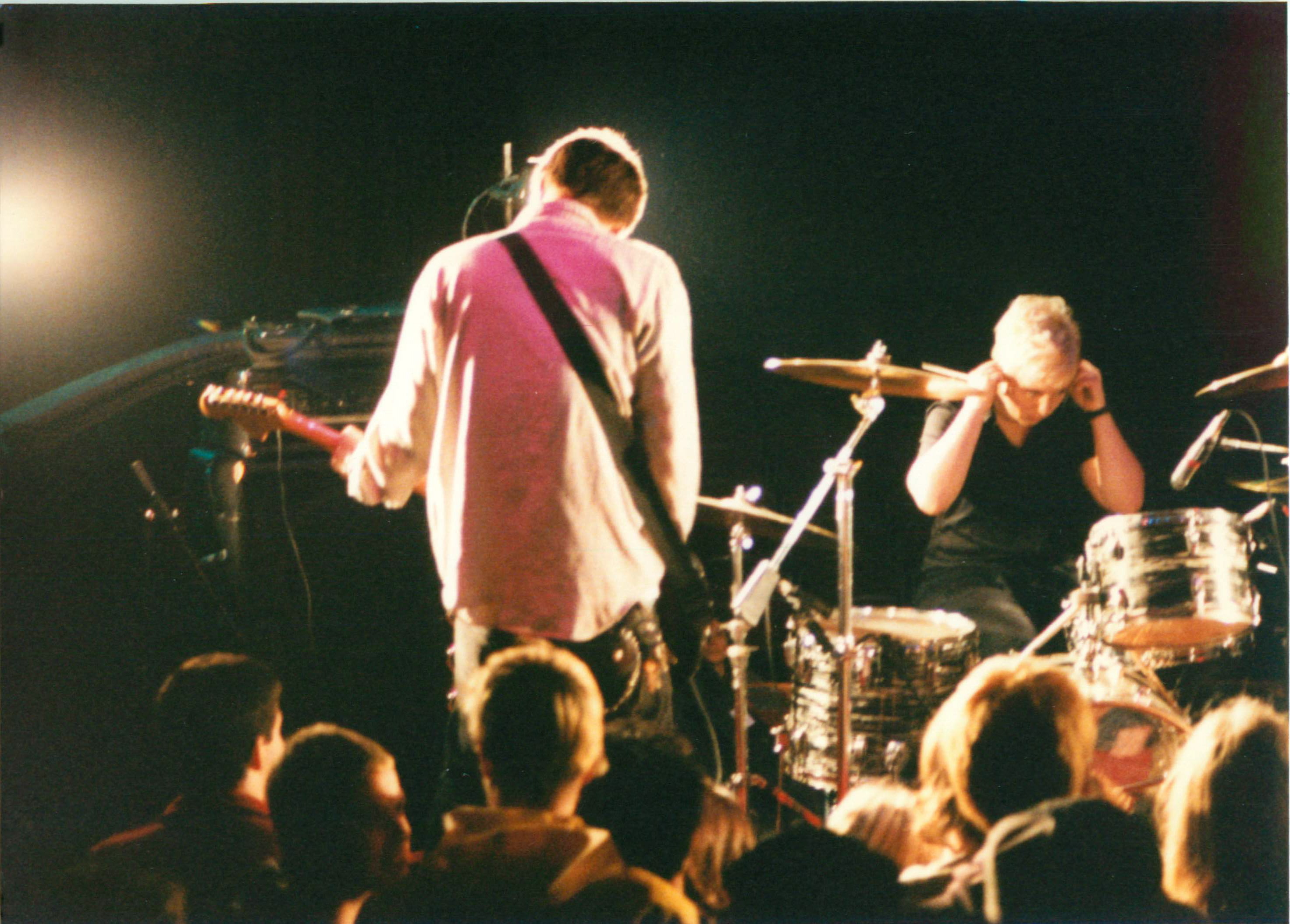
Unwound

Unwound was een Amerikaanse noiserockband die bestond van 1991 tot 2002. Oorspronkelijk heette de band Giant Henry en bestond hij uit Justin Trosper (zang en gitaar), Vern Rumsey (bass) en Brandt Sandeno (drums), die in 1992 vervangen werd door Sara Lund. Rumsey werd later producer van onder andere Blonde Redhead.

## Discografie

### Albums
- Unnamed demo tape (tracks: Bionic, Whilst You're Ahead, Lying At Best, Crab Nebula, Stumbling Block, LD Fifty (50), Rubberband Heart, Love & Fear) (self-released, 1991)
- Fake Train (Kill Rock Stars, 1993)
- New Plastic Ideas (recorded 1993) (Kill Rock Stars, 1994)
- The Future of What (Kill Rock Stars, 1995)
- Unwound (belated release of the band's first mini-album from 1992; Punk In My Vitamins?/ Honey Bear, 1995)
- Repetition (Kill Rock Stars, 1996)
- Challenge For A Civilized Society (recorded 1997) (Kill Rock Stars, 1998)
- Further Listening (import-only best-of compilation) (Rebel Beat Factory [Japan], Matador Europe [Europe], 1999)
- A Single History: 1991-1997 (singles, compilation tracks, demos) (Kill Rock Stars, 1999)
- Leaves Turn Inside You (double album, recorded 1999-2000) (Kill Rock Stars, 2001)

### Ep's
- The Light At The End Of The Tunnel Is A Train 12" (Kill Rock Stars, 1997)
- Live In London (1999) 12" (4-song semi-official bootleg on blue vinyl; tracks: Hexenszene, Side Effects Of Being Tired, Kantina/ Were, Are And Was Or Is) (LoveLetter)